# 巴思哈
巴思哈（1633年1月6日（天聰六年十一月二十六）—1661年3月28日（順治十八年二月二十八）），滿洲愛新覺羅氏。清太祖努爾哈赤曾孫、禮烈親王代善長子克勤郡王岳託第五子。
崇德四年（1639年），被封為鎮國將軍。順治六年（1649年），進封為貝勒。順治九年（1652年），跟從尼堪征戰湖南，賞賜蟒衣、鞍馬、弓矢。尼堪戰死於衡州，屯齊代為定遠大將軍，巴思哈與屯齊合軍自永州趨至寶慶，打敗敵軍於周家坡。順治十一年（1654年），追論尼堪敗績失援之罪，削去其爵位。順治十二年（1655年），授為都統。再授鎮國公品級。順治十五年，跟從多尼征伐雲南。進軍至貴州，大破敵軍。順治十六年（1659年），迫近雲南會城，偕同貝勒尚善克鎮守南州玉龍關、永昌府騰越州，賞賜蟒袍、鞍馬。順治十七年（1660年），大軍退還。追議在永昌時縱兵擾民之罪，被降為鎮國將軍品級。順治十八年（1661年）逝世。

## 家族
- 父：追封克勤郡王岳托
- 母：嫡福晉納喇氏[1]
- 妻妾：[1]
  - 嫡妻博爾濟吉特氏
  - 妾拜約氏
- 子：[1]

1. 恭度，母嫡妻博爾濟吉特氏
2. 輔國將軍品級固克度渾，母嫡妻博爾濟吉特氏
3. 輔國將軍品級庫克素渾，母嫡妻博爾濟吉特氏
4. 克普索歡，母妾拜約氏